# Salix cavaleriei
Espèce
Classification APG III (2009)
Salix cavaleriei est une espèce de plantes à fleurs de la famille des Salicaceae. C'est un grand arbre avec une écorce crevassée gris brun. Les feuilles mesurent de 4 à 11 centimètres. Il se rencontre en Chine.

## Description
Salix cavaleriei est un arbre atteignant de 18 à 25 m de haut avec un tronc allant jusqu'à 50 cm de diamètre à hauteur de poitrine. Les branches jeunes sont rouge brun et minces ; elles sont duveteuses mais deviennent glabres en vieillissant. Le pétiole va de 6 à 10 mm de long. Le limbe est brillant, lancéolé ou elliptique-lancéolé, il mesure de  4 à 11 cm de long et de 2 à 4 cm de large. Le dessus des feuilles est vert, le dessous verdâtre.
Les chatons mâles mesurent de 3 à  4,5 cm de long pour environ 8 mm de diamètre. Les fleurs femelles portent deux stigmates.
La floraison a lieu avec l'apparition des feuilles de mars à avril, les graines sont mûres d'avril à mai.

## Habitat
L'espèce pousse dans les provinces de Guangxi, Guizhou, Sichuan et Yunnan, en Chine. Elle affectionne le bord des cours d'eau et la lisière des zones boisées, à une altitude comprise entre 1 800 et 2 500 mètres.

## Synonymie
- Pleiarina cavaleriei (H.Lév.) N.Chao & G.T.Gong,
- Salix polyandra H.Lév.,
- Salix pyi H.Lév.,
- Salix yunnanensis H.Lév.[3],[1].